# 崇善君
崇善君（韓語：숭선군，1639年11月11日（十月十七）—1690年2月14日（正月初六）），諱李澂（韓語：이징），是朝鮮王朝第16代君主仁祖的庶長子，生母為廢貴人趙氏。

## 生平
李澂在仁祖二十四年十二月（合1647年）封為崇善君，兩年後（1648年）娶申翊全之女為妻。
仁祖死後，崇善君的嫡兄長李淏即位為朝鮮國王，是為朝鮮孝宗。不久，在孝宗二年（1651年）時前領議政金自點意圖擁立崇善君為朝鮮國王失敗，令他和弟弟樂善君李潚被削去官爵，而其母親則被賜死。
顯宗即位後，在顯宗四年（1663年）恢復他們的官爵，後來他也擔任司饔都提調及代替賜死的福昌君李楨負責奉祀仁嬪金氏，又封為寧國原從功臣（韓語：영국원종공신）。
崇善君在肅宗十六年（1690年）正月去世，諡號孝敬（韓語：효경）。

## 家族關係
- 異母兄：昭顯世子、孝宗大王、麟坪大君、龍城大君
- 姊：廢孝明翁主，下嫁金世龍。
- 弟：樂善君李潚
- 正室：永豐郡夫人平山申氏（1639年11月5日－1692年5月22日）[10][9]
  - 長子：東平君李杭
  - 次子：東城都正李棡
  - 長女：適尹世鼎
  - 次女：適尹廷虎
  - 三女：適安壽鼎
  - 四女：適趙鳴鳳

## 附註
1. 1 2  《肅宗實錄》22卷·十六年正月初六條
2. ↑  《仁祖實錄》47卷·二十四年十二月二十五條
3. ↑  《仁祖實錄》49卷·二十六年四月二十條
4. ↑  《孝宗實錄》7卷·二年十二月十三條
5. ↑  《孝宗實錄》8卷·三年三月初四條
6. ↑  《顯宗實錄》7卷·四年十一月二十二條
7. ↑  《顯宗實錄》22卷·十五年正月初三條
8. ↑  《肅宗實錄》14卷·九年六月二十條
9. 1 2  《璿源系譜紀略》14卷·仁祖大王
10. ↑  《承政院日記》仁祖二十六年八月十九條